# Черно кучешко грозде
Черното кучешко грозде (Solanum nigrum) е едногодишно отровно растение от семейство Картофови. На височина достига до 150 см. Листата му са с къса дръжка, широкояйцевидни, клиновидни, целокрайни или вълновидно нарязани, с остър връх. Плодът е черен на цвят, кълбовиден, с диаметър 6 – 10 мм.
Черното кучешко грозде цъфти от юни до септември и връзва плодове от юли до октомври.
Червеното кучешко грозде съдържа соланин. Отровни са листата, плодовете и цветовете.
- Цветове на черно кучешко грозде
- Плодове на черно кучешко грозде